# Mistrzostwa Świata w Kajakarstwie 2009
Mistrzostwa Świata w Kajakarstwie 2009 odbyły się w dniach 12-16 sierpnia 2009 w Dartmouth (Kanada). Była to 37. edycja mistrzostw.

## Tabela medalowa
| Miejsce | Państwo           | Złoto | Srebro | Brąz | Razem |
| ------- | ----------------- | ----- | ------ | ---- | ----- |
| 1       | Niemcy            | 7     | 8      | 3    | 18    |
| 2       | Białoruś          | 7     | 0      | 0    | 7     |
| 3       | Węgry             | 6     | 4      | 2    | 12    |
| 4       | Hiszpania         | 2     | 1      | 1    | 4     |
| 5       | Rosja             | 1     | 5      | 3    | 9     |
| 6       | Azerbejdżan       | 1     | 1      | 1    | 3     |
| 7       | Polska            | 1     | 1      | 0    | 2     |
| 8       | Litwa             | 1     | 0      | 1    | 2     |
| 9       | Uzbekistan        | 1     | 0      | 0    | 1     |
| 10      | Francja           | 0     | 2      | 4    | 6     |
| 11      | Szwecja           | 0     | 2      | 1    | 3     |
| 12      | Słowacja          | 0     | 1      | 2    | 3     |
| 13      | Australia         | 0     | 1      | 1    | 2     |
| 14      | Ukraina           | 0     | 1      | 0    | 1     |
| 15      | Kanada            | 0     | 0      | 3    | 3     |
| 16      | Kuba              | 0     | 0      | 1    | 1     |
| 16      | Portugalia        | 0     | 0      | 1    | 1     |
| 16      | Rumunia           | 0     | 0      | 1    | 1     |
| 16      | Południowa Afryka | 0     | 0      | 1    | 1     |
| 16      | Włochy            | 0     | 0      | 1    | 1     |
| Razem   | Razem             | 27    | 27     | 27   | 81    |

## Medaliści

### Mężczyźni

#### Kanadyjki
| Konkurencja         | Złoto                                                                                             | Czas     | Srebro                                                                             | Czas     | Brąz                                                                              | Czas     |
| C-1 200 m           | Wałentyn Demjanenko                                                                               | 39,048   | Nikołaj Lipkin                                                                     | 39,234   | Jevgenijus Šuklinas                                                               | 39,978   |
| C-1 500 m           | Dzianis Haraża                                                                                    | 1:49,723 | Nikołaj Lipkin                                                                     | 1:49,750 | Mathieu Goubel                                                                    | 1:50,714 |
| C-1 1000 m          | Vadim Menkov                                                                                      | 3:55,497 | Mathieu Goubel                                                                     | 3:56,047 | Sebastian Brendel                                                                 | 4:00,215 |
| C-1 4 × 200 m relay | Rosja · Jewgienij Ignatow · Nikołaj Lipkin · Wiktor Miełantiew · Iwan Sztyl                       | 2:49,838 | Węgry · Attila Bozsil · László Foltán · Gábor Horváth · Attila Vajda               | 2:51,977 | Francja · Mathieu Goubel · Thomas Simart · William Tchamba · Bertrand Hemonic     | 2:52,455 |
| C-2 200 m           | Litwa · Tomas Gadeikis · Raimundas Labuckas                                                       | 36,433   | Rosja · Jewgienij Ignatow · Iwan Sztyl                                             | 36,753   | Niemcy · Stefan Holtz · Robert Nuck                                               | 37,085   |
| C-2 500 m           | Niemcy · Stefan Holtz · Robert Nuck                                                               | 1:41,310 | Rosja · Jewgienij Ignatow · Iwan Sztyl                                             | 1:41,782 | Azerbejdżan · Sergey Bezugliy · Maksim Prokopenko                                 | 1:42,660 |
| C-2 1000 m          | Niemcy · Erik Leue · Tomasz Wylenzek                                                              | 3:37,380 | Azerbejdżan · Sergey Bezugliy · Maksim Prokopenko                                  | 3:37,462 | Rosja · Nikołaj Lipkin · Wiktor Mielantiew                                        | 3:38,758 |
| C-4 200 m           | Białoruś · Alaksandr Bahdanowicz · Dzmitryj Rabczanka · Alaksandr Wauczecki · Dzmitryj Wajciszkin | 34,147   | Rosja · Aleksandr Kostogłod · Nikołaj Lipkin · Wiktor Mielantiew · Siergiej Ulegin | 34,499   | Węgry · Attila Bozsil · László Foltán · Gábor Horváth · Gergo Nemeth              | 35,235   |
| C-4 1000 m          | Białoruś · Dzianis Haraża · Dzmitryj Rabczanka · Dzmitryj Wajciszkin · Alaksandr Wauczecki        | 3:21,595 | Niemcy · Chris Wend · Thomas Lück · Erik Rebstock · Ronald Verch                   | 3:22,141 | Rumunia · Cătălin Costache · Silviu Simioncencu · Iosif Chirilă · Andrei Cuculici | 3:23,733 |

#### Kajaki
| Konkurencja         | Złoto                                                                                   | Czas     | Srebro                                                                            | Czas     | Brąz                                                                                | Czas     |
| K-1 200 m           | Ronald Rauhe                                                                            | 35,134   | Ołeh Charytonow                                                                   | 35,650   | Artiom Kononuk                                                                      | 35,696   |
| K-1 500 m           | Ronald Rauhe                                                                            | 1:37,605 | Anders Gustafsson                                                                 | 1:37,679 | Ken Wallace                                                                         | 1:38,225 |
| K-1 1000 m          | Max Hoff                                                                                | 3:29,425 | Anders Gustafsson                                                                 | 3:30,976 | Adam van Koeverden                                                                  | 3:31,285 |
| K-1 4 × 200 m relay | Hiszpania · Francisco Llera · Saúl Craviotto · Carlos Pérez · Ekaitz Saies              | 2:27,422 | Niemcy · Norman Bröckl · Jonas Ems · Torsten Lubisch · Ronald Rauhe               | 2:28,530 | Francja · Guillaume Burger · Arnaud Hybois · Sébastien Jouve · Jean Baptiste Lutz   | 2:29,614 |
| K-2 200 m           | Białoruś · Wadzim Machnieu · Raman Piatruszenka                                         | 32,229   | Hiszpania · Saúl Craviotto · Carlos Pérez                                         | 32,231   | Kanada · Andrew Willows · Richard Dober                                             | 32,653   |
| K-2 500 m           | Białoruś · Wadzim Machnieu · Raman Piatruszenka                                         | 1:29,408 | Węgry · Zoltán Kammerer · Gábor Kucsera                                           | 1:29,695 | Niemcy · Hendrick Bertz · Marcus Gross                                              | 1:30,372 |
| K-2 1000 m          | Hiszpania · Emilio Merchan · Diego Cosgaya                                              | 3:14,610 | Australia · Dave Smith · Luke Morrison                                            | 3:15,809 | Kuba · Reiner Torres · Carlos Montalvo                                              | 3:16,071 |
| K-4 200 m           | Białoruś · Wadzim Machnieu · Raman Piatruszenka · Dziamjan Turczyn · Taras Walko        | 30,412   | Słowacja · Juraj Tarr · Erik Vlček · Richard Riszdorfer · Michal Riszdorfer       | 30,525   | Rosja · Aleksandr Djaczenko · Siergiej Chowanski · Stiepan Szewczuk · Roman Zarubin | 30,608   |
| K-4 1000 m          | Białoruś · Wadzim Machnieu · Artur Litwinczuk · Raman Piatruszenka · Alaksiej Abałmasau | 2:57,437 | Francja · Guillaume Burger · Vincent Lecrubier · Philippe Colin · Sébastien Jouve | 2:58,022 | Słowacja · Juraj Tarr · Erik Vlček · Richard Riszdorfer · Michal Riszdorfer         | 2:58,593 |

### Kobiety

#### Kajaki
| Konkurencja         | Złoto                                                                              | Czas     | Srebro                                                                               | Czas     | Brąz                                                                          | Czas     |
| K-1 200 m           | Natasa Janics                                                                      | 40,866   | Marta Walczykiewicz                                                                  | 41,209   | Anne-Laure Viard                                                              | 41,357   |
| K-1 500 m           | Katalin Kovács                                                                     | 1:51,149 | Katrin Wagner-Augustin                                                               | 1:51,633 | Josefa Idem                                                                   | 1:51,860 |
| K-1 1000 m          | Katalin Kovács                                                                     | 3:59,846 | Franziska Weber                                                                      | 4:00,429 | Bridgitte Hartley                                                             | 4:00,966 |
| K-1 4 × 200 m relay | Niemcy · Fanny Fischer · Nicole Reinhardt · Katrin Wagner-Augustin · Conny Waßmuth | 2:50,806 | Węgry · Zomilla Hegyi · Krisztina Fazekas · Natasa Janics · Tímea Paksy              | 2:51,756 | Kanada · Kia Byers · Emilie Fournel · Genevieve Orton · Karen Furneaux        | 2:54,638 |
| K-2 200 m           | Węgry · Natasa Janics · Katalin Kovács                                             | 37,508   | Niemcy · Fanny Fischer · Nicole Reinhardt                                            | 37,682   | Słowacja · Ivana Kmeťová · Martina Kohlová                                    | 37,774   |
| K-2 500 m           | Węgry · Danuta Kozák · Gabriella Szabó                                             | 1:41,144 | Niemcy · Fanny Fischer · Nicole Reinhardt                                            | 1:42,023 | Szwecja · Josefin Nordlöw · Sofia Paldanius                                   | 1:42,276 |
| K-2 1000 m          | Polska · Małgorzata Chojnacka · Beata Mikołajczyk                                  | 3:40,425 | Niemcy · Tina Dietze · Carolin Leonhardt                                             | 3:40,502 | Węgry · Dalma Benedek · Erika Medveczky                                       | 3:43,020 |
| K-4 200 m           | Niemcy · Tina Dietze · Carolin Leonhardt · Katrin Wagner-Augustin · Conny Waßmuth  | 35,049   | Węgry · Krisztina Fazekas · Natasa Janics · Katalin Kovács · Tímea Paksy             | 35,075   | Portugalia · Beatriz Gomes · Helena Rodrigues · Teresa Portela · Joana Sousa  | 35,657   |
| K-4 500 m           | Węgry · Dalma Benedek · Danuta Kozák · Natasa Janics · Katalin Kovács              | 1:33,090 | Niemcy · Tina Dietze · Carolin Leonhardt · Katrin Wagner-Augustin · Nicole Reinhardt | 1:33,094 | Hiszpania · Beatriz Manchón · Teresa Portela · Jana Šmidáková · Sonia Molanes | 1:34,973 |